# Luz Negra (canção)
"Luz Negra" é um samba composto pelo sambista Nelson Cavaquinho.

## História
Composta por Nelson Cavaquinho, "Luz Negra" já foi creditada também a Irani Barros ou a Amâncio Cardoso. Em uma das visitas ao Zicartola, Nara Leão ouviu Nelson Cavaquinho cantar a canção e pediu para que ela fosse incluída em seu disco de estreia "Nara", de 1964. Outro frequentador do Zicartola, o cineasta Leon Hirszman pediu um tema a Nelson para o seu primeiro longa-metragem, "A Falecida", baseado na peça homônima de Nelson Rodrigues e com Fernanda Montenegro no papel principal. Assim, em 1965, "Luz Negra" serviu de trilha para o filme, com orquestração de Radamés Gnatalli. Este samba consolidaria o seu sucesso ao ser regravado também naquele ano por Elizeth Cardoso, para seu LP "Elizete sobe o morro", com a participação do próprio Nelson Cavaquinho, que canta a segunda parte.